# Więckowice (powiat krakowski)
Więckowice – wieś w Polsce położona w województwie małopolskim, w powiecie krakowskim, w gminie Zabierzów, w centrum Rowu Krzeszowickiego.
Liczba mieszkańców wynosi 871, w tym około 150 osób zamieszkuje w Państwowym Domu Pomocy Społecznej.
Wieś graniczy z miejscowościami: Kobylany, Karniowice, Bolechowice i Zabierzów.

## Części wsi
| SIMC    | Nazwa | Rodzaj    |
| ------- | ----- | --------- |
| 0344001 | Lipka | część wsi |
| 0344018 | Rzeki | część wsi |

## Historia
Pierwsze wzmianki o Więckowicach pochodzą z kronik Jana Długosza, który zanotował wieś w formie Wyanczkowicze. W 1804 tereny wsi Więckowice zakupił od rządu austriackiego Kajetan Florkiewicz. Wybudował on piętrowy dwór w stylu neogotyckim, spichlerz oraz wozownię. Cały zespół podworski mieścił się w rozległym parku. Od 1953 roku dwór i budynki do niego przyległe zostały przeznaczone na Państwowy Dom Pomocy Społecznej dla Dorosłych.
W latach 1815–1846 wieś położona była na terenie Wolnego Miasta Krakowa, potem w zaborze austriackim, a w czasie II Rzeczypospolitej do powiatu krakowskiego w województwie krakowskim. Od 26 października 1939 do 18 stycznia 1945 wieś należała do gminy Kressendorf w Landkreis Krakau dystryktu krakowskiego w Generalnym Gubernatorstwie. 6 października 1954 roku wieś (gromada Więckowice) ze zniesionej gminy Zabierzów została przyłączona do gromady Kobylany w ówczesnym powiecie krakowskim w woj. krakowskim. 30 czerwca 1960 roku jej obszar włączono do gromady Bolechowice. 1 stycznia 1973 znalazła się w gminie Zabierzów w ówczesnym powiecie chrzanowskim w woj. krakowskim. W latach 1975–1998 miejscowość znajdowała się w województwie krakowskim.

## Zabytki
- Zespół dworski – w skład którego wchodzi: dwór, brama z dozorcówką o oszkarpowanym murem, wozownia, spichlerz, 6 budynków gospodarczych oraz park, został wpisany do rejestru zabytków nieruchomych województwa małopolskiego[7].

## Współczesność
Wieś zatraca swój rolniczy charakter i staje się powoli podmiejskim osiedlem. Więckowice mają bezpośrednie połączenie komunikacją publiczną z Krakowem i Krzeszowicami. W 2011 nadano nazwy ulic: Akacjowa, Kasztanowa, Kwiatowa, Lipowa, Łąkowa, Modrzewiowa, Niecała, Ogrodowa, Orzechowa, Polna, Słoneczna, Spacerowa, Sportowa, Topolowa, Wesoła, Widokowa, Willowa, Wiśniowa, Zacisze, Zakątek.
Na terenie wsi powstała w 2012 Farma Życia – kompleks 5 budynków przeznaczonych dla osób cierpiących na autyzm.